# لؤي المسجن
لؤي المسجن لاعب كرة قدم سعودي يلعب كلاعب وسط.
لعب سابقاً في نادي الخليج ونادي الترجي ونادي مضر .